# HanisauLand
HanisauLand ist ein wöchentlich erweiterter, an Kinder gerichteter, Webcomic der Bundeszentrale für politische Bildung. Der Comic beschreibt eine fiktive Welt, in der Hasen, Nilpferde und Wildsauen versuchen, eine Demokratie aufzubauen. So erklärt sich auch der Name Hanisauland, in dem „Ha“ für Hasen, „ni“ für Nilpferde und „sau“ für die Wildsäue steht. Zusätzlich stehen auf der Website Informationen zur politischen Bildung von Kindern bereit.
Die Serie erschien erstmals 2002. Die Autoren sind Peter Brandt (Text) und Stefan Eling (Zeichnungen).

## Inhalt
Die Bewohner HanisauLands tun sich schwer beim Aufbau ihres demokratischen Staates. Während die Hasen am liebsten im ganzen Land Möhren anbauen wollen, verlangen die Nilpferde den Bau eines gewaltigen Staudamms, und den Wildsäuen wäre es am liebsten, wenn alles so bliebe, wie es ist. Außerdem kommen nun die Pingus, da ihre Eisscholle wegen des großen Umweltproblems abgebrochen ist. Zuerst sind sie hilfsbereit zur Kanzlerin, doch bald sind sie mit dem Umweltproblem so unzufrieden, dass sie eine Sitzblockade vor dem Kanzleramt, eigentlich das Gefängnis, veranstalten und weniger CO2-Ausstoß fordern. Die drei Alten sind, nachdem sie sehr viel Geld durch das Nilsteiner Orakel verdient haben, ins Ausland geflüchtet. Sie sind nun wieder zurück, betreiben aber das Orakel kaum noch. Sie verdienen jetzt durch Möhrenwaschanlagen. Nach der letzten Wahl hatte Bärbel Breitfuß zwar mehr Stimmen als die anderen Parteien alleine, doch die Parteien, MFA (Möhren Für Alle) SIG (Schweine Im Glück) und „Der König“, hatten zusammen mehr Stimmen als Bärbel. Sie legten ihre Stimmen zusammen und diskutierten, wer Kanzler werden sollte. Nach langen Diskussionen war vom Tisch: Rainer wird Kanzler, Egon bleibt Außenminister und König Speckig wird Repräsentant. Doch Bärbel wollte sich nicht aus der Politik zurückziehen. Sie wurde Bürgermeisterin von Rübstadt und war zufrieden mit dieser Stellung. Doch das Volk demonstrierte heftig gegen Rainer Renner, den neuen Kanzler, und nach vielen Beschwerdebriefen fragte er Bärbel, ob sie ihr altes Amt wieder einnehmen will. Sie tat es und das Volk jubelte. In letzter Zeit machen die Hasshasen, die drei Alten und König Speckig viele, oft auch rechtsradikale, Handlungen.

## Personen
- Bärbel Breitfuß, Kanzlerin
- Rainer Renner, Innenminister
- Egon Eber, Außenminister
- Die drei Alten, gewaltige Quertreiber
- Die Hasshasen, eine radikale Gruppe
- Speckig, der König von Speckonien
- Günther Schlotter, Angsthase und Polizeichef
- Hippel und Hippa, hoffnungsvoller Nilo-Nachwuchs
- Jutta von Suhlen, eine speckonische Prinzessin
- Odo, auch oft „Der große Schweiger“ genannt, doch er schweigt längst nicht mehr.
- Richterin Ringel, die strengste und wahrscheinlich einzige Richterin des Landes.
- General Al Dente, ein Militärdiktator
- Herr Ochs, der Wirt vom Roten Ochsen, ein Treffpunkt für alles
- Diplom-Ingenieur Dippeling, ein Ingenieur, der vom Bau eines halben Staudammes überzeugt ist
- und die restliche Bevölkerung von HanisauLand, die ständig unzufrieden ist.

## Website
Unter dem Motto Politik für dich findet man auf der Website www.hanisauland.de neben der Comicserie weitere Themen: Ein Lexikon erklärt Begriffe in einfacher Sprache. Die Rubrik Spezial erläutert ausführlich geschichtliche und politische Themen. Im Kalender werden historische Ereignisse erläutert. Es gibt Spiele sowie Tipps für Bücher und Filme.

## Veröffentlichungen
Von 2003 bis 2013 erschienen acht Alben mit dem Comic bei der Bundeszentrale für politische Bildung.

## Auszeichnungen
- 2022: „Seitenstark-Gütesiegel Digitale Kindermedien“, Auszeichnung von Seitenstark e.V. und Bundesministerium für Familie, Senioren, Frauen und Jugend[3]